# Emory (Texas)
Emory è una città degli Stati Uniti d'America, situata nello Stato del Texas, nella Contea di Rains, della quale è anche il capoluogo.